# Macrostemum alienum
Macrostemum alienum är en nattsländeart som först beskrevs av Georg Ulmer 1907.  Macrostemum alienum ingår i släktet Macrostemum och familjen ryssjenattsländor. Inga underarter finns listade i Catalogue of Life.